# شهرستان شینگون
شهرستان شینگون (به لاتین: Xingwen County) یک شهرستان‌های جمهوری خلق چین در چین است که در ایبلین واقع شده‌است.